# Enrique Gorostieta
Enrique Gorostieta Velarde (ur. 1889 w Monterrey, zm. 2 czerwca 1929 w Atotonilco El Alto) – meksykański wojskowy, generał, najbardziej znany jako przywódca powstania Cristero.

## Życiorys
Urodził się w znanej meksykańsko-baskijskiej rodzinie, odebrał typowo świeckie wykształcenie. Jego młodzieńcze lata nie są dobrze udokumentowane, ale wiadomo, że ojciec Gorostiety, prawnik i przedsiębiorca, miał osobiste powiązania z Victoriano Huertą, a jego syn został zachęcony przez matkę do podjęcia kariery wojskowej i zapisał się do Akademii Wojskowej w Chapultepec w 1906 roku. Po ukończeniu studiów w maju 1911 roku, w tym samym miesiącu, w którym Porfirio Díaz ustąpił z urzędu prezydenta, młody Gorostieta – jako protegowany Victoriano Huerty – brał udział w walkach przeciwko oddziałom Emiliano Zapaty we wrześniu 1911 roku i przeciwko Pascualowi Orozco w kwietniu – maju 1912 roku. Podczas krótkiej dyktatury Huerty w latach 1913–1914 ojciec Gorostiety był sekretarzem skarbu.
Podczas rewolucji meksykańskiej Gorostieta służył w Armii Federalnej Victoriano Huerty, stojącego teraz na czele sił kontrrewolucyjnych, będąc najmłodszym generałem walczącym po tej stronie konfliktu. Po upadku Huerty walczył z Juanem Andreu Almazánem, ale wkrótce potem uciekł z Meksyku na Kubę, a później do Stanów Zjednoczonych. Po powrocie do Meksyku pracował jako producent mydła, lecz uznał tę pracę za nudną i szukał powrotu do służby wojskowej.
W 1927 roku Narodowa Liga Obrony Wolności Religijnej (hiszp. Liga Nacional Defensora de la Libertad Religiosa) wybrała go na dowódcę Cristeros, armii katolickich rebeliantów walczących przeciwko siłom rządowym prezydenta Plutarco Elíasa Callesa.
Bywał określany masonem i przez całe życie deklarował się jako antyklerykał, jednak jego ostatnie listy doprowadziły historyków do przekonania, że nie był żadnym z nich. Motywacją Gorostiety do objęcia dowództwa nad rebeliantami była nie tylko oferowana mu wysoka pensja (około 3000 pesos miesięcznie, czyli dwukrotność pensji zwykłego generała armii), ale także ambicje polityczne. „Plan de los Altos” Gorostiety z 1928 roku wzywał nie tylko do zmian w Art. 27 Konstytucji z 1917 roku (który Cristeros uważali za ograniczającą prawa katolików), ale też do zainstalowania w kraju reżimu pod jego przywództwem. Wierzył w powrót do zainspirowanej przez Juareza interpretacji Konstytucji z 1857 roku w kwestii nieingerencji i tolerancji dla religii, a nie w odczytanie Konstytucji z 1917 roku przez administrację Callesa jako wymagającej podporządkowania organizacji religijnych państwu. Chociaż otwarcie pogardzał wiarą religijną swoich podwładnych (kilku jego oficerów było księżmi), szanował umiejętności wojskowe chłopów ze stanu Jalisco służących pod jego rozkazami i wierzył, że może zmienić ich w siłę bojową równą regularnej armii.
Jego znaczenie jako przywódcy Cristeros polegało w szczególności na wprowadzeniu dyscypliny wojskowej do niezorganizowanej początkowo rebelii. Przypisuje mu się przekształcenie nieregularnych oddziałów Cristero w prawdziwą armię, która przez pewien czas wygrywała bitwy w ograniczonym obszarze, na którym działała: głównie wiejskim stanie Jalisco, Michoacán, Colima i Zacatecas.

## Śmierć
Dziewiętnaście dni przed wejściem w życie zawieszenia broni, opartego na porozumieniu wypracowanym przez ambasadora USA Dwighta Morrowa między papieżem Piusem XI a meksykańskim biskupem Pascualem Díazem y Barreto, Gorostieta zginął w wyniku operacji wywiadowczej rządu meksykańskiego 2 czerwca 1929. Gdy ruch Cristero się załamał, Gorostieta próbował wycofać się do Michoacán, gdzie miał nadzieję zwerbować nowych żołnierzy i kontynuować walkę. Oficer federalny, który zinfiltrował bliskie otoczenie Gorostiety, powiadomił meksykańską kawalerię o obecności generała w Atotonilco w stanie Jalisco i zabił go w krótkiej strzelaninie.

## W kulturze popularnej
W filmie Cristiada z 2012 roku w rolę Gorostiety wcielił się Andy García.